# Jeppe Kjær

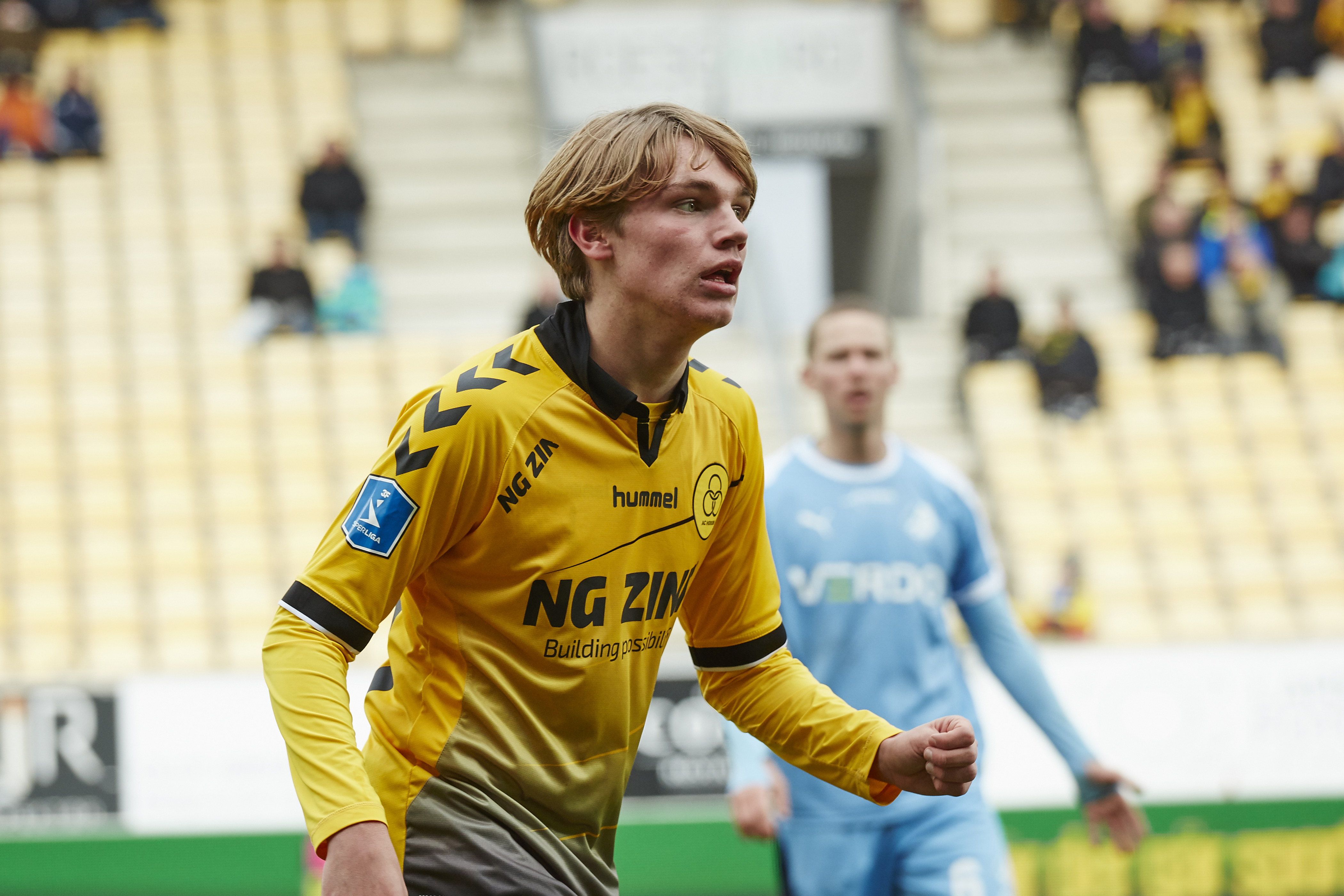
Jeppe Kjær bei seinem Superligadebüt in der Casa Arena Horsens im Stadion des Randers FC.

Jeppe Kjær Jensen (* 1. März 2004 in Horsens) ist ein dänischer Fußballspieler.
Er spielte anfänglich bei einem kleinen Verein in seiner Geburtsstadt Horsens, bevor er zu AC Horsens, dem größten Verein der Stadt, wechselte und im Jahr 2020 im Alter von 16 Jahren sein Profidebüt gab. Im Sommer desselben Jahres wechselte Kjær in die Niederlande zu Ajax Amsterdam. Dort spielte er knapp drei Jahre und ging dann nach Norwegen zu FK Bodø/Glimt. Von dort wurde er im Januar 2024 für eine Saison an den Fredrikstad FK ausgeliehen.
2021 war Jeppe Kjær eines von sechzig Talenten der „Next Generation“-Liste von The Guardian.

## Karriere

### Verein
Jeppe Kjær wurde in Horsens an der jütischen Ostküste geboren und begann im Alter von vier Jahren in seiner Geburtsstadt bei Hatting-Torsted, einem Partnerverein des AC Horsens, mit dem Fußballspielen, bevor er als U13-Spieler in die Jugendmannschaften des AC gewechselt war. Nachdem er am 1. März 2019, seinem 15. Geburtstag, einen Dreijahresvertrag erhielt, debütierte er am 1. März 2020, seinem 16. Geburtstag, in der Superligæn, als er am 23. Spieltag der Saison 2019/20 beim Heimspiel gegen Randers FC in der 79. Minute für Michael Lumb eingewechselt wurde. Als Tabellenneunter musste der AC Horsens in die Abstiegsrunde, in der Kjær öfters zum Einsatz kam. Dabei gelang ihm am 8. Juli 2020 beim 3:2-Sieg im Heimspiel am 32. Spieltag gegen Hobro IK mit dem Treffer zum 1:0 sein erstes Tor in der Liga, womit er der jüngste Torschütze in der Superligæn aller Zeiten ist. Über die Abstiegsrunde qualifizierte sich der AC Horsens für die Play-offs, in denen der Verein Odense BK unterlag.
Anfang Oktober 2020 wechselte der 16-Jährige kurz vor dem Ende der Transferperiode in die Niederlande in die Fußballschule von Ajax Amsterdam. Beim niederländischen Rekordmeister erhielt Jeppe Kjær einen Vertrag bis zum 30. Juni 2023. Seitens des AC Horsens wird Kjær als „der größte Verkauf aller Zeiten“ bezeichnet. Er hatte auch beim FC Southampton und bei Juventus Turin vorgespielt, aber ein Wechsel kam nicht zustande. In der Saison 2020/21 ist nur von drei Pflichtspieleinsätzen Jeppe Kjærs für die U18-Mannschaft bekannt. In der Saison 2021/22 spielte er mit seiner Mannschaft in der UEFA Youth League und kam dort zu vier Einsätzen (ein Tor). Auch in der Saison 2022/23 kam Kjær mit der Jugendmannschaft der Amsterdamer in der UEFA Youth League zum Einsatz (drei Spiele und ein Tor) und durfte auch zwei Partien für die zweite Mannschaft in der Eerste Divisie absolvieren.
In der Wintertransferperiode der Saison 2022/23 wechselte er nach Norwegen zu FK Bodø/Glimt und unterschrieb einen Vertrag bis Sommer 2027.
Im August 2023 wurde Kjær für den Rest der Saison an Sandefjord Fotball ausgeliehen. Im Januar 2024 ging er dann für eine Saison zu Fredrikstad FK.

### Nationalmannschaft
Von 2019 bis 2020 absolvierte Jeppe Kjær neun Freundschaftsspiele (ein Tor) für die dänische U16-Nationalmannschaft, sein erstes am 18. August 2019 bei einer 0:2-Niederlage in Burton upon Trent gegen England. Am 9. Oktober 2020 debütierte er beim 2:2 im Freundschaftsspiel in Aabenraa gegen Deutschland für die U17-Nationalmannschaft. Es blieb sein einziges Länderspiel. Ein Jahr später, am 4. September 2021, feierte Kjær bei einem Spiel während eines Turnieres in Schweden gegen Norwegen, welches nach Elfmeterschießen verloren wurde, seine erste Partie für die U18 Dänemarks. Er kam für diese Altersklasse zu zehn Einsätzen.
Am 8. September 2023 feierte Kjær sein Debüt in der dänischen U20.